# Rosalind Reekie-May
Rosalind (Roz) Reekie-May (nascida em 3 de fevereiro de 1972) é uma ex-ciclista neozelandesa.
Representou seu país, Nova Zelândia, competindo em duas provas de ciclismo de estrada nos Jogos Olímpicos de Verão de 1992 e 2000.